# Stenolophus connotatus
Stenolophus connotatus es una especie de escarabajo de tierra del género Stenolophus, tribu Harpalini, subfamilia Harpalinae. Fue descrita científicamente por Bates en 1873.
La especie se mantiene activa durante todos los meses del año excepto en marzo.

## Distribución
Se distribuye por Japón, Corea, Rusia y China.